# Epophthalmia vittata
Epophthalmia vittata är en trollsländeart. Epophthalmia vittata ingår i släktet Epophthalmia och familjen skimmertrollsländor. IUCN kategoriserar arten globalt som livskraftig.

## Underarter
Arten delas in i följande underarter:
- E. v. cyanocephala
- E. v. sundana
- E. v. vittata